# Challenger de Kigali II 2024
El torneo Ruanda Challenger II 2024 fue un torneo de tenis perteneció al ATP Challenger Tour 2024 en la categoría Challenger 50. Se trató de la 2ª edición; el torneo tuvo lugar en la ciudad de Kigali (Ruanda), desde el 4 hasta el 10 de marzo de 2024 sobre de tierra batida al aire libre.

## Jugadores participantes del cuadro de individuales
| Favorito | País                        | Jugador           | Rank1 | Posición en el torneo |
| -------- | --------------------------- | ----------------- | ----- | --------------------- |
| 1        | Bandera vacío               | Ivan Gakhov       | 176   | Primera ronda         |
| 2        | Bandera de Túnez            | Aziz Dougaz       | 218   | Baja                  |
| 3        | Bandera de Francia          | Calvin Hemery     | 219   | Cuartos de final      |
| 4        | Bandera de Argentina        | Marco Trungelliti | 220   | CAMPEÓN               |
| 5        | Bandera de Francia          | Clément Tabur     | 222   | FINAL                 |
| 6        | Bandera de Rumania          | Nicholas Ionel    | 258   | Primera ronda         |
| 7        | Bandera de Zimbabue         | Benjamin Lock     | 355   | Segunda ronda         |
| 8        | Bandera de los Países Bajos | Max Houkes        | 357   | Primera ronda         |

- 1 Se ha tomado en cuenta el ranking del 26 de febrero de 2024.

### Otros participantes
Los siguientes jugadores recibieron una invitación (wild card), por lo tanto ingresan directamente al cuadro principal (WC):
- Ernest Habiyambere
- Aziz Dougaz
- Guy Orly Iradukunda

Los siguientes jugadores ingresan al cuadro principal tras disputar el cuadro clasificatorio (Q):
- Florent Bax
- Akram El Sallaly
- Thomas Fancutt
- Stefan Kozlov
- Kamil Majchrzak
- Noah Schachter

## Campeones

### Individual Masculino
- Marco Trungelliti derrotó en la final a  Clément Tabur por 6–4, 6–2

### Dobles Masculino
- Thomas Fancutt /  Hunter Reese derrotaron en la final a  S D Prajwal Dev /  David Pichler por 6–1, 7–5